# باصوق
الباصوق (الاسم العلمي: Philaenus)، جنس حشرات بقية من رتبة نصفيات الأجنحة وفصيلة سارقات الحببيات. أنواعه ثمانية.